# Aristidis Akratopoulos
Aristidis Akratopoulos (in greco Αριστίδης Ακρατόπουλοσ?; fl. XIX secolo) è stato un tennista greco.
Partecipò ai tornei di tennis delle prime Olimpiadi moderne che si svolsero ad Atene nel 1896. Uscì ai quarti di finale nel singolare, mentre nel doppio, insieme a suo fratello Konstantinos, uscì al primo turno.